# Symboly krajů České republiky

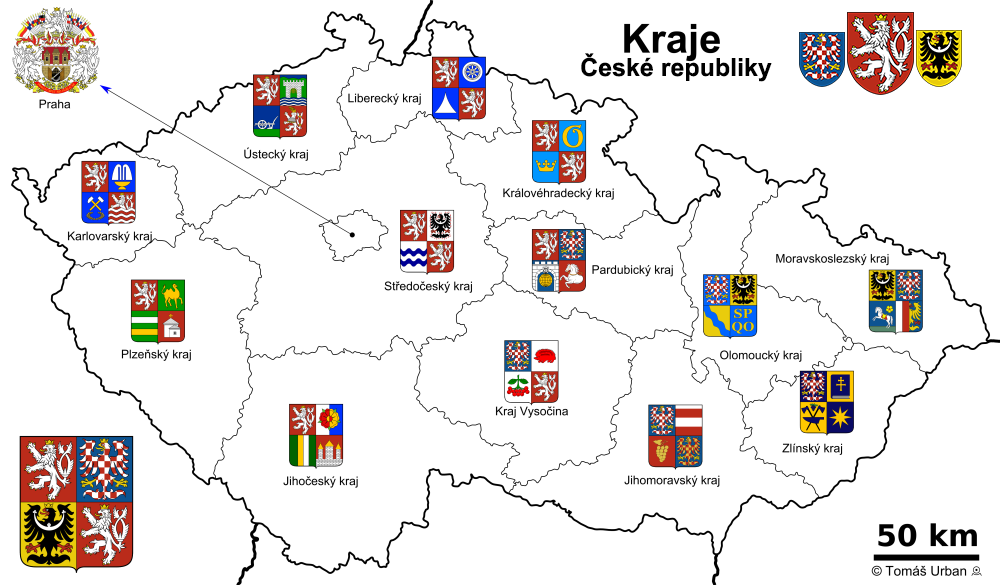
Znaky krajů České republiky

Symboly krajů České republiky jsou znak a vlajka. V ústavě nově vzniklé České republiky, přijaté ústavním zákonem č. 1/1993 ze dne 16. prosince 1992, byly v článku 99 uvedeny kraje jako vyšší územní samosprávné celky. Teprve ústavním zákonem č. 347/1997 ze dne 3. prosince 1997 byly kraje vytvořeny, s účinností od 1. ledna 2000. Ustanovením § 5 zákona 129/2000 o krajích ze dne 12. dubna 2000 mohou kraje užívat znak a prapor (vlajku) kraje. Tyto symboly uděluje na návrh kraje předseda Poslanecké sněmovny parlamentu.
Znaky všech krajů tvoří čtvrcené štíty ve formě francouzského štítu bez klenotů. V prvním poli je vždy znak historické země, ve které se kraj nachází, ve druhém poli je figura ze štítu krajského města a zbylá dvě pole jsou vyhrazena pro figury charakterizující příslušný kraj.
Vlajky všech krajů jsou heraldické, tzn. odvozené z příslušného krajského znaku prostým přepisem na list o poměru stran 2:3.
Kromě znaků a vlajek používají kraje i svá loga, která odsouhlasují Rady kraje, ale nejsou oficiálními symboly.

## Přehled
| Kraj            | Přijetí            | Číslo rozhodnutí | Předseda PS      | Hejtman           | Slavnostní předání | Autoři                        |
| --------------- | ------------------ | ---------------- | ---------------- | ----------------- | ------------------ | ----------------------------- |
| Karlovarský     | 27. června 2001    | 87               | Václav Klaus     | Josef Pavel       | 14. srpna 2001     | Michal Karas                  |
| Olomoucký       | 27. června 2001    | 87               | Václav Klaus     | Jan Březina       | 14. srpna 2001     | Jiří Louda                    |
| Pardubický      | 27. června 2001    | 87               | Václav Klaus     | Roman Línek       | 14. srpna 2001     | Petr Vorel                    |
| Liberecký       | 8. října 2001      | 92               | Václav Klaus     | Pavel Pavlík      | 19. listopadu 2001 | Jan Tejkal                    |
| Královéhradecký | 8. října 2001      | 92               | Václav Klaus     | Pavel Bradík      | 21. ledna 2002     | Petr Exner                    |
| Jihočeský       | 22. listopadu 2001 | 97               | Václav Klaus     | Jan Zahradník     | 21. ledna 2002     | Tomáš Baran                   |
| Středočeský     | 22. listopadu 2001 | 97               | Václav Klaus     | Petr Bendl        | 21. ledna 2002     | p. Vodrážka                   |
| Zlínský         | 22. listopadu 2002 | 97               | Václav Klaus     | František Slavík  | 21. leden 2002     | Miroslav Pavlů                |
| Plzeňský        | 31. ledna 2002     | 98               | Václav Klaus     | Petr Zimmermann   | 25. února 2002     | Marcel Fišer a Petr Kolář     |
| Vysočina        | 14. března 2002    | 100              | Václav Klaus     | František Dohnal  | 22. dubna 2002     | Jan Tejkal                    |
| Ústecký         | 9. dubna 2002      | 104              | Václav Klaus     | Jiří Šulc         | 14. května 2002    | Radek Michel, Lubomír Voleník |
| Moravskoslezský | 13. listopadu 2002 | 13               | Lubomír Zaorálek | Evžen Tošenovský  | 9. ledna 2003      | Jan Tejkal                    |
| Jihomoravský    | 25. listopadu 2003 | 31               | Lubomír Zaorálek | Stanislav Juránek | 5. března 2004     | Jaroslav Petr                 |

## Symboly

### Hlavní město Praha

Velký znak
Malý znak
Vlajka

### Středočeský kraj

Znak
Vlajka

### Jihočeský kraj

Znak
Vlajka

### Plzeňský kraj

Znak
Vlajka

### Karlovarský kraj

Znak
Vlajka

### Ústecký kraj

Znak
Vlajka

### Liberecký kraj

Znak
Vlajka

### Královéhradecký kraj

Znak
Vlajka

### Pardubický kraj

Znak
Vlajka

### Kraj Vysočina

Znak
Vlajka

### Jihomoravský kraj

Znak
Vlajka

### Olomoucký kraj

Znak
Vlajka

### Moravskoslezský kraj

Znak
Vlajka

### Zlínský kraj

Znak
Vlajka